# Oscuri Vendicatori
Gli Oscuri Vendicatori (Dark Avengers) sono un supergruppo dell'universo Marvel, creato da Brian Michael Bendis (testi) e Mike Deodato Jr. (disegni), apparsi per la prima volta in Dark Avengers n. 1 nel marzo 2009.
In seguito a Secret Invasion, Norman Osborn ottiene poteri speciali dal governo degli Stati Uniti d'America; decide allora di formare una sua squadra di Vendicatori, formata principalmente da supercriminali incalliti ai suoi ordini, che indossano i costumi e portano il nome di celebri supereroi.
La creazione degli Oscuri Vendicatori sono il primo passo del Dark Reign di Osborn.

## Storia editoriale
La serie ha debuttato nel gennaio 2009, come parte di un arco narrativo multi-serie intitolato Dark Reign. Il fumettista Brian Michael Bendis e l'artista Mike Deodato hanno usato la storia per spiegare le conseguenze dell'invasione dei mutaforma Skrull mostrata in Secret Invasion, che porta allo scioglimento da parte del governo degli Stati Uniti della squadra dei Vendicatori. La serie si è conclusa con Dark Avengers n. 16, al culmine della trama di Assedio.
Il fumetto di Thunderbolts è stato ribattezzato Dark Avengers a partire dal numero 175, ma il team creativo è rimasto invariato. Dark Avengers si è concluso con il numero 190.

## Storia della squadra

### Formazione originale
Dopo la figura di eroe fatta da Norman Osborn nel respingere la minaccia degli Skrull, il governo gli assegna la guida dell'organizzazione di spionaggio S.H.I.E.L.D. e la riqualificazione della squadra Vendicatori, dato il suo lavoro nel gestire il gruppo dei Thunderbolts. Osborn modifica lo S.H.I.E.L.D. nell'H.A.M.M.E.R. e crea una nuova squadra di Vendicatori. La formazione iniziale è composta da ex membri dei Thunderbolts e da nuove reclute, tra cui Sentry, Ares, Noh-Varr / Capitan Marvel e i supercriminali spacciati per eroi Moonstone / Ms. Marvel, Venom / Uomo Ragno, Bullseye / Occhio di Falco e Daken, il figlio di Wolverine, che assume i panni del padre; lo stesso Osborn prende l'identità di Iron Patriot, indossando un'armatura di Iron Man i cui colori richiamano la bandiera americana. La squadra si reca in Latveria per salvare il Dottor Destino da Fata Morgana e, al ritorno, Osborn deve affrontare le conseguenze dell'apparizione di Ronin in diretta televisiva, nella quale ricorda al pubblico il passato criminale di Osborn e che non ci si dovrebbe fidare di lui.
Gli Oscuri Vendicatori arrivano a San Francisco per istituire la legge marziale e per sedare le rivolte anti-mutanti; Osborn ne approfitta per creare una propria formazione di X-Men composta da Cloak, Dagger, Mimo, Emma Frost, Namor, Daken, Arma Omega e Mistica (quest'ultima camuffata da Professor X), con grande indignazione degli Oscuri Vendicatori. Successivamente, Emma Frost, Namor, Cloak e Dagger tradiscono la squadra e Norman giura vendetta contro gli X-Men.

### Conflitto con l'Uomo Molecola
Una serie di sparizioni in tutto il Colorado induce gli Oscuri Vendicatori (con l'eccezione di Venom) a visitare la piccola città di Dinosaur; tutti, tranne Norman vengono teletrasportati via, mentre Osborn si trova al cospetto dell'Uomo Molecola seduto su un trono affiancato dall'Arcano, Mefisto, Zarathos e l'Incantatrice, questi ultimi solo delle creazioni del primo. Molecola tortura Osborn fisicamente e mentalmente e apparentemente uccide gli Oscuri Vendicatori. Victoria Hand, l'assistente di Norman, interviene e permette al Void (la personalità oscura di Sentry) di riformarsi e uccidere l'Uomo Molecola, in quanto si scopre che Sentry e il Void hanno gli stessi poteri di Molecola. Sentry riacquista il controllo e accetta di avviare una terapia con Moonstone e anche Hand insiste con Osborn affinché si sottoponga a una seduta psichiatrica dato quello che ha subito; senza che lei lo sappia, Loki manipola l'uomo per farlo ricadere nella sua identità criminale del Green Goblin.

### Assedio
Dopo aver dichiarato guerra agli asgardiani, Norman Osborn ordina ai Vendicatori Oscuri e a quelli dell'Iniziativa di prepararsi per l'assedio di Asgard, progettando di usare Sentry / Void come arma segreta.
Tramite un flashback, viene spiegato che Robert Reynolds ha ricevuto i suoi vasti poteri attraverso delle droghe sperimentali, portando le sue emozioni più oscure a manifestarsi come il Void; Osborn è riuscito a manipolarlo per consentire a Void di prendere il sopravvento così da eseguire i suoi ordini omicidi, oltre a riuscire a ricreare il siero che ha concesso a Reynolds i suoi poteri affinché l'eroe diventasse dipendente da Norman e dalla sua approvazione. Reynolds tiene rinchiusa sua moglie Lindy in una prigione virtuale e le sue personalità in guerra lo portano anche a cercare il suicidio volando nel sole, fallendo a causa della sua invulnerabilità. In seguito, durante un'evacuazione di emergenza, Bullseye uccide Lindy per conto di Osborn (in quanto accusa lei della debolezza di Sentry) e dice a Sentry che la donna si è suicidata per sfuggire al marito. Ciò porta l'eroe ad avere un crollo psicotico, permettendo al Void di prendere pienamente il controllo di Reynolds scatenando i suoi poteri in una furia senza precedenti.
In seguito agli eventi dell'assedio ad Asgard, la squadra viene sciolta: Osborn viene incarcerato nel penitenziario Raft; Moonstone, Bullseye e Venom vengono arrestati dagli eroi e Moonstone si unisce alla formazione dei Thunderbolts di Luke Cage, soprannominata Nuovi Vendicatori, con Hand a fare da tramite dopo essere stata assegnata a tale incarico da Steve Rogers; Noh-Varr viene reclutato nel team dei Vendicatori per aiutarli a costruire una macchina del tempo con cui salvare il futuro; Bullseye sfugge alla custodia e viene ucciso dalla sua nemesi di lunga data Devil quando attacca la sua fortezza di Shadowland; Daken sfugge all'arresto e viene affrontato da Franken-Castle, in precedenza da lui ucciso; il simbionte di Mac Gargan viene rimosso, mentre l'uomo viene preso in custodia e fatto evadere da Alistair Smythe per essere trasformato di nuovo nello Scorpione.

### Nuovi Oscuri Vendicatori
Una nuova formazione di Oscuri Vendicatori viene formata successivamente da Osborn e dall'H.A.M.M.E.R., composta da Skaar, Gorgon, Ai Apaec, June Convington, Superia e Trickshot. La squadra è supportata dall'HYDRA e dalle Avanzate Idee Meccaniche; l'intento di AIM è ricostruire Ragnarok per aggiungere anche lui alla squadra. Madame Hydra e Gorgon progettano segretamente di uccidere Osborn nel caso si riveli troppo pericoloso come leader, intendendo usare gli Oscuri Vendicatori per seminare discordia. Il gruppo induce i Nuovi Vendicatori a combatterli dopo aver aiutato dei civili e riescono a tenere loro testa, a tal punto che Osborn e Superia riescono a contrastare rispettivamente Luke Cage e il Dottor Strange. Nel combattimento interviene anche Ragnarok e, sebbene l'Uomo Ragno e Pugno d'Acciaio riescano a sconfiggerlo, le azioni degli Oscuri Vendicatori riescono ugualmente a danneggiare la reputazione dei Nuovi Vendicatori. Osborn riesce a far accusare gli eroi di vari crimini di guerra, portando il presidente a dichiarare Norman il nuovo leader della sicurezza mondiale e a processare i Vendicatori.
Gli Oscuri Vendicatori attaccano entrambe le squadre dei Vendicatori e riescono a catturare Capitan America, con l'intenzione di giustiziarlo per i suoi "crimini". Gorgon e Superia pianificano di tradire la squadra e Hand, apparentemente l'agente infiltrata nella squadra avversaria, dimostra ai Nuovi Vendicatori di essere in realtà davvero fedele a Capitan America. Anche Skaar si rivolta contro gli alleati, rivelando di essere a sua volta un agente segreto di Capitan America; gli Oscuri Vendicatori vengono sconfitti dagli avversari. Osborn riesce a copiare le abilità degli altri Vendicatori sfruttando il Super-Adattoide, ma gli eroi sovraccaricano il suo potere, mandandolo in coma. Il resto degli Oscuri Vendicatori viene arrestato e Capitan America suggerisce che potrebbero essere presi in considerazione per il programma dei Thunderbolts.
In seguito alla scomparsa dei Thunderbolts nella linea temporale, gli Oscuri Vendicatori vengono reclutati come squadra sostitutiva. Per tenerli sotto controllo, vengono impiantati in loro dei microchip e posti sotto la guida di Luke Cage.
Gli Oscuri Vendicatori si ritrovano nell'universo alternativo denominato Terra-13584 con John Walker (U.S. Agent), dove vengono catturati dall'Iron Man di quella realtà. Con l'arrivo della squadra, il sistema solare inizia a scomparire; scoperto che l'AIM è responsabile della manipolazione della realtà, gli Oscuri Vendicatori si introducono nella loro base e accelerano la distruzione del tramutante, tornando nel loro universo. Skaar se ne va, mentre il resto del gruppo è incerto in quanto la maggior parte di loro sono ancora criminali. Covington manipola con la magia U.S. Agent per farlo rimanere con loro e uccide Ai Apaec calpestandolo mentre è ancora miniaturizzato.

## Versione Ultimate
Nell'Universo Ultimate, il personaggio di Kang la Conquistatrice forma un gruppo denominato Ultimates Oscuri (Dark Ultimates) unendo Reed Richards, Hulk e Quicksilver, allo scopo di rubare il Guanto dell'Infinito.